# Exochus nigripalpis
Exochus nigripalpis är en stekelart som beskrevs av Thomson 1887. Exochus nigripalpis ingår i släktet Exochus och familjen brokparasitsteklar. Arten är reproducerande i Sverige.

## Underarter
Arten delas in i följande underarter:
- E. n. tectulum
- E. n. subobscurus